# Frederik Carel List
Frederik Carel List (Breda, 5 februari 1784 – Wageningen, 22 november 1868) was een Nederlands generaal en politicus.

## Loopbaan

### Vroege loopbaan

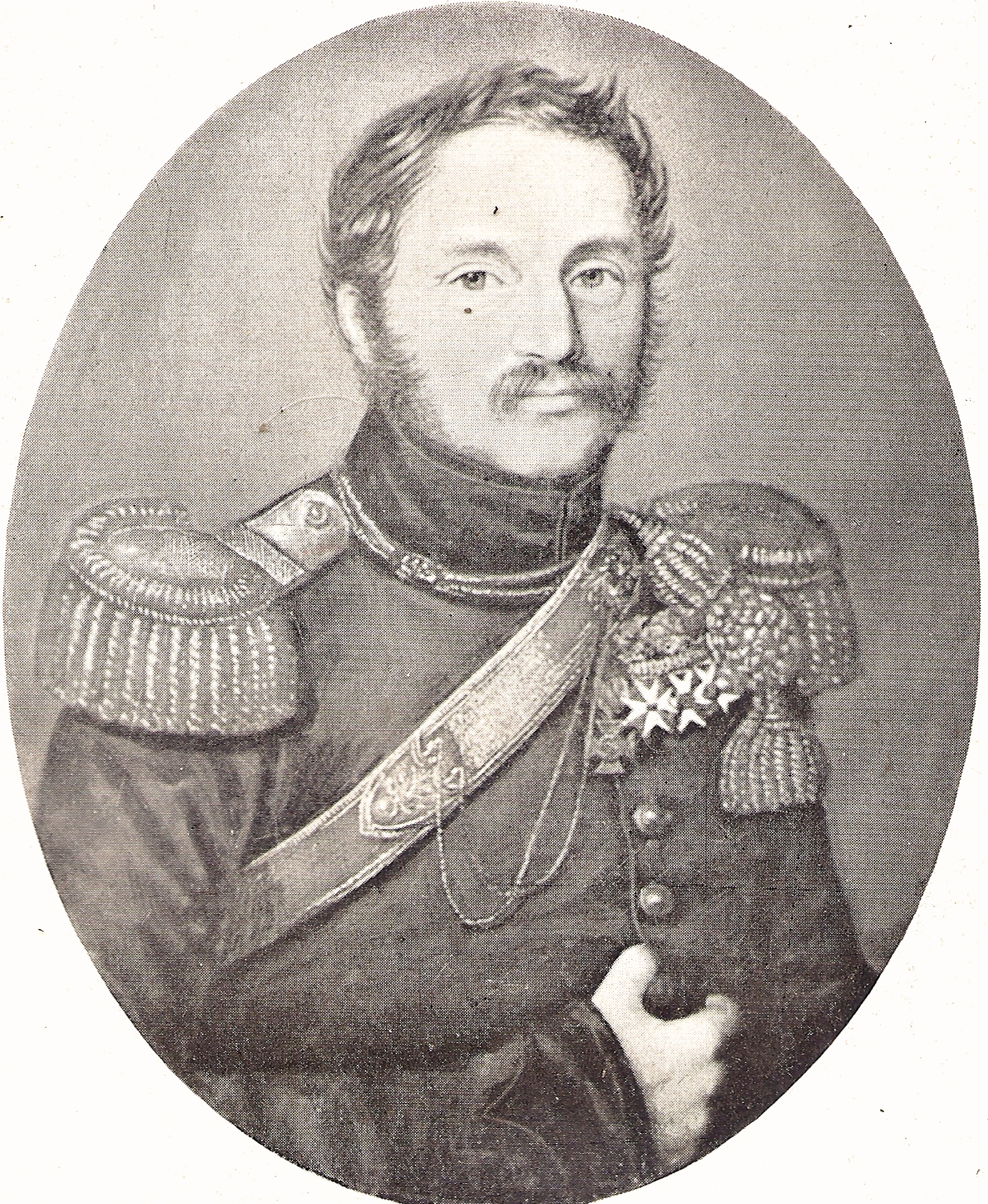
List als jong officier

List trad op 24 juni 1797 als cadet bij de tweede halve brigade in dienst. Op 23 februari 1800 werd hij bevorderd tot cadet-élève bij het tweede bataljon artillerie en op 5 juli 1802 werd hij benoemd tot tweede luitenant. Bij de oprichting van de garde van de raadpensionaris Schimmelpenninck ging hij op 5 juli 1805 over bij de artillerie te voet en op 5 juli 1806 bij de rijdende artillerie. Op 17 augustus 1808 werd hij bevorderd tot eerste luitenant bij de garde rijdende artillerie. Bij de vereniging van Holland met Frankrijk op 1 oktober 1810 ging hij over in Franse dienst en werd hij à la suite geplaatst bij de garde-artillerie. Hij trad op 6 mei 1811 in dienst bij de garde der rijdende artillerie en werd op 29 januari 1812 benoemd tot tweede kapitein. Op 19 maart 1813 verkreeg hij de rang van chef d'escadron bij de linie en op 27 maart van datzelfde jaar werd hij benoemd tot kapitein-adjudant-majoor bij de garde-artillerie.
List werd op 2 april 1814 benoemd tot kapitein-commandant en verliet op 24 juni 1814 de Franse dienst; hij werd nu in de rang van oudste kapitein in Nederlandse dienst geplaatst bij het vierde bataljon artillerie. Op 2 november 1814 werd hij bevorderd tot majoor bij het korps rijdende artillerie en op 8 december 1815 benoemd tot luitenant-kolonel. Hij werd op 20 december 1826 bevorderd tot kolonel en in deze rang op 23 december 1829 benoemd tot commandant der tweede artillerie-inspectie. Op last van de admiraal en kolonel-generaal werd hij op 9 september 1830 belast met het commando over de artillerie te velde en gaf hij het commando over de tweede artillerie-inspectie over aan de commandant der eerste artillerie-inspectie.
In de avond van de 25 augustus dreigde een oproer te Brussel en dit was aanleiding om een legermacht te vormen. Onder prins Frederik werd te Antwerpen een krijgsmacht bijeen gebracht, waarin List aan het hoofd van de artillerie te velde werd geplaatst. Op 29 juli 1831 droeg prins Frederik het opperbevel van deze gehele krijgsmacht over aan de prins van Oranje. Het opperbevel over de artillerie te velde werd opgedragen aan majoor H.R. Trip, het onmiddellijke bevel aan List.

### Latere loopbaan
Op 13 februari 1834 werd List bevorderd tot generaal-majoor; in deze rang werd hij op 4 juli 1839 uit de vervulde inspectie en hogere leiding der artillerie te velde eervol ontslagen en op 16 april 1840 benoemd tot lid en voorzitter voor het wapen der artillerie bij de commissie van inspectie over het militair onderwijs aan de Koninklijke Militaire Academie. Nadat de oplossing van de Belgische kwestie in 1839 naderde werd het noodzakelijk een nieuwe functieverdeling op te zetten. Prins Frederik achtte een eenhoofdige leiding onder de prins van Oranje de enige oplossing en verzocht de koning de opperdirectie van het oorlogsbestuur aan het opperbevel over de krijgsmacht te verbinden. Bij Koninklijk Besluit van 6 juli 1839 nummer 43 werd de prins van Oranje belast met de opperdirectie van het Department van Oorlog. Bij besluit van dezelfde datum, nummer 44, werd aan prins Frederik eervol ontslag verleend uit die betrekking en werd hij benoemd tot generaal der artillerie en grootmeester van dat wapen. Op 1 oktober 1840 werd hij tevens van zijn taak bij de vloot ontheven met behoud van de titel van admiraal.
List werd op 8 oktober 1840 benoemd tot adjudant van de koning in buitengewone dienst en op 1 november 1840 benoemd tot directeur-generaal van Oorlog; hij nam ontslag uit deze betrekking op 18 juni 1843, toen hij tot minister werd benoemd. List werd op 13 maart 1843 bevorderd tot luitenant-generaal. Als minister bepleitte hij in 1844 voor het instellen van een Onderscheidingsteken voor Langdurige Dienst als officier, dat in dat jaar tot stand kwam. Hij trad op 25 maart 1848 af als minister, nadat de koning buiten de ministers om de Tweede-Kamervoorzitter had gevraagd de in de Tweede Kamer levende wensen voor een Grondwetsherziening kenbaar te maken. Op 16 mei 1848 werd hij gepensioneerd en verkreeg bij Koninklijk Besluit van 16 mei 1848 nummer 58, krachtens de wet op de burgerlijke pensioenen van 9 mei 1846, een pensioen verleend van 5.000 gulden.

## Familie
List was een zoon van Dr. Ernst Friedrich List, chirurgijn-majoor, en Johanna Charlotte Pitsch. Hij trouwde in 1810 met Augustina Nering Bögel met wie hij 15 kinderen kreeg. Onder hen:
- Georgine Wolpheline Françoise List (1811-1868) trouwde in 1840 met Jacob Wijnaendts (1802-1879), burgemeester van Overschie en lid van de familie Wijnaendts.
- Johanna Charlotta Martha List (1815-1873), trouwde 1863 de kunstschilder Christiaan Immerzeel (1808-1886), zoon van de letterkundige Johannes Immerzeel.
- Françoise Christine Marianne List (1821-1849), trouwde 1847 Anthonie Ernst Reuther (1819-1889), minister van oorlog.
- generaal Constantijn Leonard Scheidler List (1824-1908), gaf zijn vaders herinneringen uit, trouwde 1853 (ontbonden in 1861) met Gesiena Rica Couperus (1822-1892), tante van de schrijver Louis Couperus (1863-1923).
- Jeanne Charlotte List (1827-1887), zij trouwde 1856 met de wis- en natuurkundige Prof. Dr. Willem Lodewijk Overduyn (1816-1868).
- Carolina Frederica Augustina List (1833-1915) trouwde in 1854 met generaal-majoor Adrianus Jacobus Pels Rijcken (1815-1886), broer van de minister van Marine Gerhard Christiaan Coenraad Pels Rijcken.

## Onderscheidingen
- Militaire Willems-Orde
  - Commandeur op 10 oktober 1841[3]
  - Ridder der derde klasse op 16 november 1830[4]
  - Ridder der vierde klasse op 24 mei 1821[5]
- Ridder in de Orde van de Nederlandse Leeuw in 1831[1]
- Metalen Kruis 1830-1831[1]
- Legioen van Eer
  - Ridder in 1812[1]
  - Officier[1]
- Russische onderscheidingen (2)[1]

- Biografisch Portaal: 51018580
- International Standard Name Identifier: 0000 0003 9442 5538
- Base Léonore: LH//1646/1
- Nederlandse Thesaurus van Auteursnamen: 15388570X
- Parlement.com: vg09llsykfql
- Virtual International Authority File: 288865112
- WorldCat: E39PBJfxc43r4XtQ4vPhTTdfbd